# Homicides
Homicides (títol original en anglès: Homicidal, the Story of a Psychotic Killer) és un thriller estatunidenc de William Castle, estrenat el 1961 i produït per Columbia Pictures. Ha estat doblada al català.

## Argument[2]
Miriam Webster és feliç. Té una botiga de flors i es prepara a casar-se amb el seductor Karl Anderson. S'alegra també de retrobar el seu germanastre Warren, de tornada d'un viatge a Europa en companyia de la seva antiga dida, Helga. Warren va a prendre possessió del casal que el seu pare li ha llegat abans de morir. Miriam no està gelosa, però no pot amagar el seu malestar quan descobreix que Warren no ha tornat només amb Helga. Emily, una inquietant rossa, s'ocupa de la vella senyora paralítica. Miriam té raó de tenir por: Emily és un psicòpata...

## Repartiment
- Patricia Breslin
- Joan Marshall
- James Westerfield
- Hope Summers
- Glenn Corbett
- Gilbert Green
- Eugenie Leontovich
- Richard Rust
- Alan Bunce